# Heini Walter
Pour les articles homonymes, voir Walter.
Heini Walter, né le 28 juillet 1927 à Aptal et mort le 12 mai 2009, est un pilote automobile suisse.

## Biographie
De parents garagistes à Bâle, il fait ses débuts en compétition automobile dès l'âge de 20 ans sur Bugatti.
Pilote amateur, Heini Walter effectue l'essentiel de sa carrière en course de côte, discipline dans laquelle il obtient le titre de champion d'Europe de la montagne en catégorie voitures de sport en 1960 sur Porsche 550 RS60, en 1961 sur Porsche 550 RS61 (alors premier pilote double vainqueur du championnat continental), et en 1964, en catégorie grand tourisme sur Porsche 904 GTS. Il termine également second du championnat européen en 1959, 1962 et 1963 sur Porsche. 
Il est aussi quintuple champion automobile de Suisse de la montagne consécutivement de 1957 à 1961, ainsi que champion d'Allemagne de l'Ouest de la montagne en 1959.
Il participe à plusieurs courses de Formule 1, dont une comptant pour le championnat du monde, le Grand Prix d'Allemagne 1962. Au volant d'une Porsche 718 engagée par l'écurie du comte Georges Filipinetti, il termine quatorzième.
En 1966, avec son compatriote du club bâlois Basilisk Hans Kühnis (également membre fondateur en janvier 1956), ils terminent quinzième de la Targa Florio sur Porsche 906 Carrera 6 Gr.4, épreuve remportée par un autre helvète de l'écurie Filipinetti sur le même modèle, Herbert Müller.

## Résultats en championnat du monde de Formule 1
| Saison | Écurie             | Châssis     | Moteur           | Pneus  | GP disputés | Points inscrits | Classement |
| ------ | ------------------ | ----------- | ---------------- | ------ | ----------- | --------------- | ---------- |
| 1962   | Écurie Filipinetti | Porsche 718 | Porsche 4 à plat | Dunlop | Allemagne   | 0               | n.c.       |

## Victoires en course de côte
- Course de côte Turckheim - Trois-Épis : 1957, 1958, 1962, 1965, 1966 et 1967 (alors sur Ferrari 250 LM P)
- Course de côte Gex - Col de la Faucille : 1962
- Course de côte Rossfeld - Berchtesgaden : 1961
- Course de côte Ollon - Villars : 1960